# 2018-as Clausura mexikói labdarúgó-bajnokság (első osztály)
A mexikói labdarúgó-bajnokság első osztályának 2018-as Clausura szezonja 18 csapat részvételével 2018. január 5-én kezdődött és május 20-ig tartott. A bajnokságot a torreóni Club Santos Laguna nyerte meg, amelynek ez volt a 6. győzelme. A második helyen a Deportivo Toluca végzett, a bajnoksággal párhuzamosan zajló kupát a Necaxa hódította el. A másodosztályba a Lobos de la BUAP esett volna ki, de mivel az onnan feljutó Cafetaleros de Tapachula nem teljesítette az első osztályban valós szerepléshez előírt feltételeket, a Lobosnak lehetősége volt pénzzel megváltani az első osztályú tagságot. Így a következő szezon ugyanazzal a 18 csapattal zajlik, mint ez.

## Előzmények
Az előző szezont, a 2017-es Aperturát a Tigres de la UANL nyerte meg. Mivel ez egy Apertura szezon volt, ezért kieső és feljutó csapat nem volt.

## Csapatok
| Csapat                       | Város              | Állam              | Stadion                | Edző (a szezon elején)  |
| ---------------------------- | ------------------ | ------------------ | ---------------------- | ----------------------- |
| América                      | Mexikóváros        | Szövetségi kerület | Azteca                 | Miguel Herrera          |
| Atlas                        | Guadalajara        | Jalisco            | Jalisco                | José Guadalupe Cruz     |
| Cruz Azul                    | Mexikóváros        | Szövetségi Kerület | Azul                   | Pedro Caixinha          |
| Guadalajara                  | Guadalajara        | Jalisco            | Omnilife               | Matías Almeyda          |
| León                         | León               | Guanajuato         | León                   | Gustavo Díaz            |
| Lobos de la BUAP             | Puebla             | Puebla             | Universitario BUAP     | Rafael Puente           |
| Monarcas Morelia             | Morelia            | Michoacán          | Morelos                | Roberto Hernández Ayala |
| Monterrey                    | Monterrey          | Új-León            | BBVA Bancomer          | Antonio Mohamed         |
| Necaxa                       | Aguascalientes     | Aguascalientes     | Victoria               | Ignacio Ambriz          |
| Pachuca                      | Pachuca de Soto    | Hidalgo            | Hidalgo                | Diego Alonso            |
| Puebla                       | Puebla de Zaragoza | Puebla             | Cuauhtémoc             | Enrique Meza            |
| Pumas (Universidad Nacional) | Mexikóváros        | Szövetségi Kerület | Olímpico Universitario | David Patiño            |
| Querétaro                    | Querétaro          | Querétaro          | Corregidora            | Luis Fernando Tena      |
| Santos Laguna                | Torreón            | Coahuila           | TSM Corona             | Robert Siboldi          |
| Tigres                       | Monterrey          | Új-León            | Universitario          | Ricardo Ferretti        |
| Tijuana                      | Tijuana            | Alsó-Kalifornia    | Caliente               | Diego Cocca             |
| Toluca                       | Toluca de Lerdo    | México             | Nemesio Díez           | Hernán Cristante        |
| Veracruz                     | Veracruz           | Veracruz           | Luis de la Fuente      | Guillermo Vázquez       |

## Az alapszakasz végeredménye
Az alapszakasz 17 fordulóból állt, az első nyolc jutott be a rájátszásba.
| #   | Csapat       | M  | GY | D  | V  | G+ – G– | GK  | P  | Megjegyzések |
| --- | ------------ | -- | -- | -- | -- | ------- | --- | -- | ------------ |
| 1.  | Toluca       | 17 | 11 | 3  | 3  | 24–13   | +11 | 36 |              |
| 2.  | América      | 17 | 7  | 8  | 2  | 24–14   | +10 | 29 |              |
| 3.  | Monterrey    | 17 | 8  | 5  | 4  | 30–21   | +9  | 29 |              |
| 4.  | Santos       | 17 | 9  | 2  | 6  | 29–20   | +9  | 29 |              |
| 5.  | Tigres       | 17 | 7  | 7  | 3  | 23–16   | +7  | 28 |              |
| 6.  | Tijuana      | 17 | 6  | 7  | 4  | 18–12   | +6  | 25 |              |
| 7.  | Pumas        | 17 | 6  | 6  | 5  | 24–24   | 0   | 24 |              |
| 8.  | Morelia      | 17 | 7  | 3  | 7  | 22–24   | −2  | 24 |              |
| 9.  | Pachuca      | 17 | 6  | 5  | 6  | 29–27   | +2  | 23 |              |
| 10. | Puebla       | 17 | 7  | 2  | 8  | 23–24   | −1  | 23 |              |
| 11. | Necaxa (KGY) | 17 | 4  | 10 | 3  | 21–15   | +6  | 22 |              |
| 12. | Cruz Azul    | 17 | 5  | 7  | 5  | 22–18   | +4  | 22 |              |
| 13. | León         | 17 | 6  | 4  | 7  | 24–33   | −9  | 22 |              |
| 14. | Querétaro    | 17 | 4  | 6  | 7  | 13–18   | −5  | 18 |              |
| 15. | Atlas        | 17 | 5  | 3  | 9  | 17–26   | −9  | 18 |              |
| 16. | Veracruz     | 17 | 5  | 3  | 9  | 12–25   | −13 | 18 |              |
| 17. | Guadalajara  | 17 | 3  | 6  | 8  | 14–24   | −10 | 15 |              |
| 18. | Lobos (K)    | 17 | 2  | 3  | 12 | 18–33   | −15 | 9  |              |

Utolsó frissítés: 2018. április 30. 
Forrás: A bajnokság hivatalos honlapja 
A rangsorolás alapszabályai: 1. összpontszám, 2. egymás elleni eredmények összpontszáma, 3. gólkülönbség, 4. szerzett gólok száma.
(B): Bajnokcsapat, (K): Kieső csapat, (F): Feljutó csapat, (I): Kupainduló, (R): A rájátszás győztese, (KGY): Kupagyőztes

## Rájátszás
A döntő kivételével az a szabály, hogy ha a két meccs összesítve döntetlen, és az idegenbeli gól is egyenlő, akkor nincs hosszabbítás és tizenegyespárbaj, hanem az a csapat jut tovább, amelyik az alapszakaszban jobb helyen végzett.
A negyeddöntők első mérkőzéseit május 2-án és 3-án, a visszavágókat 5-én és 6-án játszották, az elődöntőkre május 10-én és 13-án került sor. A döntő első mérkőzése május 17-én, a visszavágó 20-án volt.
|  | Negyeddöntők     | Negyeddöntők     | Negyeddöntők | Negyeddöntők | Negyeddöntők |   |               | Elődöntők     | Elődöntők | Elődöntők | Elődöntők | Elődöntők |  |  | Döntő | Döntő | Döntő | Döntő | Döntő |  |
|  |                  |                  |              |              |              |   |               |               |           |           |           |           |  |  |       |       |       |       |       |  |
|  | Tigres           | Tigres           | 2            | 0            | 2            |   |               |               |           |           |           |           |  |  |       |       |       |       |       |  |
|  | Tigres           | Tigres           | 2            | 0            | 2            |   |               |               |           |           |           |           |  |  |       |       |       |       |       |  |
|  | Santos Laguna    | Santos Laguna    | 0            | 2            | 2            |   |               |               |           |           |           |           |  |  |       |       |       |       |       |  |
|  | Santos Laguna    | Santos Laguna    | 0            | 2            | 2            |   | Santos Laguna | Santos Laguna | 4         | 2         | 6         |           |  |  |       |       |       |       |       |  |
|  |                  |                  |              |              |              |   | Santos Laguna | Santos Laguna | 4         | 2         | 6         |           |  |  |       |       |       |       |       |  |
|  |                  |                  | América      | América      | 1            | 2 | 3             |               |           |           |           |           |  |  |       |       |       |       |       |  |
|  | Pumas            | Pumas            | América      | América      | 1            | 2 | 3             | 1             | 1         | 2         |           |           |  |  |       |       |       |       |       |  |
|  | Pumas            | Pumas            |              |              |              |   |               |               |           | 2         |           |           |  |  |       |       |       |       |       |  |
|  | América          | América          | 4            | 2            | 6            |   |               |               |           |           |           |           |  |  |       |       |       |       |       |  |
|  | América          | América          | 4            | 2            | 6            |   | Santos Laguna | Santos Laguna | 2         | 1         | 3         |           |  |  |       |       |       |       |       |  |
|  |                  |                  |              |              |              |   |               |               |           |           |           |           |  |  |       |       |       |       |       |  |
|  |                  |                  | Toluca       | Toluca       | 1            | 1 | 2             |               |           |           |           |           |  |  |       |       |       |       |       |  |
|  | Tijuana          | Tijuana          | Toluca       | Toluca       | 1            | 1 | 2             | 1             | 2         | 3         |           |           |  |  |       |       |       |       |       |  |
|  | Tijuana          | Tijuana          |              |              |              |   |               |               |           | 3         |           |           |  |  |       |       |       |       |       |  |
|  | Monterrey        | Monterrey        | 1            | 1            | 2            |   |               |               |           |           |           |           |  |  |       |       |       |       |       |  |
|  | Monterrey        | Monterrey        | 1            | 1            | 2            |   | Tijuana       | Tijuana       | 2         | 1         | 3         |           |  |  |       |       |       |       |       |  |
|  |                  |                  |              |              |              |   | Tijuana       | Tijuana       | 2         | 1         | 3         |           |  |  |       |       |       |       |       |  |
|  |                  |                  | Toluca       | Toluca       | 1            | 4 | 5             |               |           |           |           |           |  |  |       |       |       |       |       |  |
|  | Monarcas Morelia | Monarcas Morelia | Toluca       | Toluca       | 1            | 4 | 5             | 2             | 2         | 4         |           |           |  |  |       |       |       |       |       |  |
|  | Monarcas Morelia | Monarcas Morelia |              |              |              |   |               |               |           | 4         |           |           |  |  |       |       |       |       |       |  |
|  | Toluca           | Toluca           | 2            | 2            | 4            |   |               |               |           |           |           |           |  |  |       |       |       |       |       |  |

## Együttható-táblázat
Az együttható-táblázat a csapatok (a jelenlegit is beleszámítva) utolsó hat első osztályú szezonjának alapszakaszában elért pontok átlagát tartalmazza négy tizedesre kerekítve, de ha egy csapat időközben volt másodosztályú is, akkor az az előtti időszak eredményei nincsenek benne. A szezon végén ez alapján a táblázat alapján dőlt el, hogy a Lobos de la BUAP esett volna ki a másodosztályba. De mivel a másodosztály feljutója, a Cafetaleros de Tapachula nem teljesítette az első osztályban valós szerepléshez előírt feltételeket, a szabályok értelmében a Lobosnak lehetősége volt 120 millió pesó befizetésével megőriznie az első osztályú tagságot. Ezt a pénzt a Cafetaleros kapta meg.
| Csapat      | Összpontszám | Mérkőzések | Együttható |
| ----------- | ------------ | ---------- | ---------- |
| Monterrey   | 178          | 102        | 1,7451     |
| Toluca      | 170          | 102        | 1,6667     |
| América     | 168          | 102        | 1,6471     |
| Tigres      | 167          | 102        | 1,6373     |
| León        | 154          | 102        | 1,5098     |
| Pachuca     | 152          | 102        | 1,4902     |
| Morelia     | 148          | 102        | 1,4510     |
| Tijuana     | 144          | 102        | 1,4118     |
| Necaxa      | 93           | 68         | 1,3676     |
| Pumas       | 139          | 102        | 1,3627     |
| Guadalajara | 137          | 102        | 1,3431     |
| Santos      | 133          | 102        | 1,3039     |
| Cruz Azul   | 131          | 102        | 1,2843     |
| Puebla      | 124          | 102        | 1,2157     |
| Atlas       | 119          | 102        | 1,1667     |
| Querétaro   | 114          | 102        | 1,1176     |
| Veracruz    | 106          | 102        | 1,0392     |
| Lobos       | 32           | 34         | 0,9412     |

## Eredmények

### Alapszakasz

#### Fordulónként

##### 1. forduló
| Dátum (mexikói idő) | Mérkőzés             | Eredmény |
| ------------------- | -------------------- | -------- |
| 2018. január 5.     | Puebla – Tigres      | 2–1      |
| 2018. január 5.     | Atlas – León         | 1–2      |
| 2018. január 6.     | Cruz Azul – Tijuana  | 0–0      |
| 2018. január 6.     | Monterrey – Morelia  | 1–1      |
| 2018. január 6.     | Pachuca – Pumas      | 2–3      |
| 2018. január 6.     | Necaxa – Veracruz    | 0–0      |
| 2018. január 7.     | Toluca – Guadalajara | 1–1      |
| 2018. január 7.     | Querétaro – América  | 0–1      |
| 2018. január 7.     | Santos – Lobos       | 4–2      |

##### 2. forduló
| Dátum (mexikói idő) | Mérkőzés                | Eredmény |
| ------------------- | ----------------------- | -------- |
| 2018. január 12.    | Morelia – Puebla        | 1–0      |
| 2018. január 12.    | Tijuana – Necaxa        | 1–0      |
| 2018. január 13.    | Lobos – Querétaro       | 0–2      |
| 2018. január 13.    | América – Pachuca       | 2–2      |
| 2018. január 13.    | Tigres – Santos         | 2–1      |
| 2018. január 13.    | León – Toluca           | 3–1      |
| 2018. január 13.    | Guadalajara – Cruz Azul | 1–3      |
| 2018. január 14.    | Pumas – Atlas           | 3–1      |
| 2018. január 14.    | Veracruz – Monterrey    | 0–2      |

##### 3. forduló
| Dátum (mexikói idő) | Mérkőzés             | Eredmény |
| ------------------- | -------------------- | -------- |
| 2018. január 19.    | Puebla – Veracruz    | 2–0      |
| 2018. január 19.    | Atlas – Toluca       | 1–3      |
| 2018. január 20.    | Querétaro – Tigres   | 0–0      |
| 2018. január 20.    | Cruz Azul – León     | 0–0      |
| 2018. január 20.    | Monterrey – Tijuana  | 0–0      |
| 2018. január 20.    | Pachuca – Lobos      | 3–1      |
| 2018. január 20.    | Necaxa – Guadalajara | 1–3      |
| 2018. január 21.    | Pumas – América      | 0–0      |
| 2018. január 21.    | Santos – Morelia     | 1–0      |

##### 4. forduló
| Dátum (mexikói idő) | Mérkőzés                | Eredmény |
| ------------------- | ----------------------- | -------- |
| 2018. január 26.    | Morelia – Querétaro     | 1–0      |
| 2018. január 26.    | Tijuana – Puebla        | 2–0      |
| 2018. január 27.    | Lobos – Pumas           | 1–1      |
| 2018. január 27.    | Tigres – Pachuca        | 3–2      |
| 2018. január 27.    | León – Necaxa           | 0–4      |
| 2018. január 27.    | América – Atlas         | 1–0      |
| 2018. január 27.    | Guadalajara – Monterrey | 1–2      |
| 2018. január 28.    | Toluca – Cruz Azul      | 1–1      |
| 2018. január 28.    | Veracruz – Santos       | 1–1      |

##### 5. forduló
| Dátum (mexikói idő) | Mérkőzés             | Eredmény |
| ------------------- | -------------------- | -------- |
| 2018. február 2.    | Puebla – Guadalajara | 2–0      |
| 2018. február 2.    | Atlas – Cruz Azul    | 2–1      |
| 2018. február 3.    | Querétaro – Veracruz | 0–1      |
| 2018. február 3.    | Monterrey – León     | 5–1      |
| 2018. február 3.    | Santos – Tijuana     | 0–0      |
| 2018. február 3.    | Pachuca – Morelia    | 2–3      |
| 2018. február 3.    | América – Lobos      | 5–1      |
| 2018. február 3.    | Necaxa – Toluca      | 0–0      |
| 2018. február 4.    | Pumas – Tigres       | 2–0      |

##### 6. forduló
| Dátum (mexikói idő) | Mérkőzés             | Eredmény |
| ------------------- | -------------------- | -------- |
| 2018. február 9.    | Morelia – Pumas      | 1–2      |
| 2018. február 9.    | Tijuana – Querétaro  | 0–2      |
| 2018. február 10.   | Lobos – Atlas        | 3–1      |
| 2018. február 10.   | Cruz Azul – Necaxa   | 0–2      |
| 2018. február 10.   | Tigres – América     | 1–1      |
| 2018. február 10.   | León – Puebla        | 2–1      |
| 2018. február 10.   | Guadajalara – Santos | 0–2      |
| 2018. február 11.   | Toluca – Monterrey   | 2–1      |
| 2018. február 11.   | Veracruz – Pachuca   | 0–1      |

##### 7. forduló
| Dátum (mexikói idő) | Mérkőzés                | Eredmény |
| ------------------- | ----------------------- | -------- |
| 2018. február 13.   | Atlas – Necaxa          | 1–1      |
| 2018. február 13.   | Lobos – Tigres          | 0–0      |
| 2018. február 13.   | América – Morelia       | 4–1      |
| 2018. február 14.   | Santos – León           | 5–1      |
| 2018. február 14.   | Querétaro – Guadalajara | 2–2      |
| 2018. február 14.   | Monterrey – Cruz Azul   | 2–2      |
| 2018. február 14.   | Puebla – Toluca         | 2–0      |
| 2018. február 14.   | Pumas – Veracruz        | 1–2      |
| 2018. február 14.   | Pachuca – Tijuana       | 2–0      |

##### 8. forduló
| Dátum (mexikói idő) | Mérkőzés              | Eredmény |
| ------------------- | --------------------- | -------- |
| 2018. február 16.   | Morelia – Lobos       | 2–1      |
| 2018. február 17.   | Cruz Azul – Puebla    | 1–1      |
| 2018. február 17.   | Tigres – Atlas        | 2–0      |
| 2018. február 17.   | León – Querétaro      | 1–1      |
| 2018. február 17.   | Tijuana – Pumas       | 4–1      |
| 2018. február 17.   | Necaxa – Monterrey    | 3–0      |
| 2018. február 17.   | Guadalajara – Pachuca | 1–1      |
| 2018. február 18.   | Toluca – Santos       | 2–0      |
| 2018. február 18.   | Veracruz – América    | 1–1      |

##### 9. forduló
| Dátum (mexikói idő) | Mérkőzés            | Eredmény |
| ------------------- | ------------------- | -------- |
| 2018. február 23.   | Puebla – Necaxa     | 1–1      |
| 2018. február 23.   | Atlas – Monterrey   | 0–1      |
| 2018. február 24.   | Lobos – Veracruz    | 5–0      |
| 2018. február 24.   | Querétaro – Toluca  | 0–2      |
| 2018. február 24.   | Tigres – Morelia    | 2–1      |
| 2018. február 24.   | Pachuca – León      | 2–1      |
| 2018. február 24.   | América – Tijuana   | 0–0      |
| 2018. február 25.   | Pumas – Guadalajara | 1–1      |
| 2018. február 25.   | Santos – Cruz Azul  | 2–0      |

##### 10. forduló
| Dátum (mexikói idő) | Mérkőzés              | Eredmény |
| ------------------- | --------------------- | -------- |
| 2018. március 2.    | Morelia – Atlas       | 2–1      |
| 2018. március 2.    | Tijuana – Lobos       | 3–1      |
| 2018. március 3.    | Cruz Azul – Querétaro | 0–1      |
| 2018. március 3.    | Monterrey – Puebla    | 1–3      |
| 2018. március 3.    | León – Pumas          | 3–0      |
| 2018. március 3.    | Necaxa – Santos       | 1–2      |
| 2018. március 3.    | Guadalajara – América | 1–1      |
| 2018. március 4.    | Toluca – Pachuca      | 2–1      |
| 2018. március 4.    | Veracruz – Tigres     | 0–2      |

##### 11. forduló
| Dátum (mexikói idő) | Mérkőzés            | Eredmény |
| ------------------- | ------------------- | -------- |
| 2018. március 9.    | Morelia – Veracruz  | 2–0      |
| 2018. március 9.    | Atlas – Puebla      | 1–0      |
| 2018. március 10.   | Cruz Azul – Pachuca | 5–0      |
| 2018. március 10.   | Lobos – Guadalajara | 0–1      |
| 2018. március 10.   | Querétaro – Necaxa  | 1–1      |
| 2018. március 10.   | Tigres – Tijuana    | 1–0      |
| 2018. március 10.   | América – León      | 2–0      |
| 2018. március 11.   | Pumas – Toluca      | 0–1      |
| 2018. március 11.   | Santos – Monterrey  | 3–2      |

##### 12. forduló
| Dátum (mexikói idő) | Mérkőzés              | Eredmény |
| ------------------- | --------------------- | -------- |
| 2018. március 16.   | Puebla – Santos       | 0–1      |
| 2018. március 16.   | Tijuana – Morelia     | 1–1      |
| 2018. március 17.   | Cruz Azul – Pumas     | 1–1      |
| 2018. március 17.   | Monterrey – Querétaro | 3–1      |
| 2018. március 17.   | León – Lobos          | 2–2      |
| 2018. március 17.   | Necaxa – Pachuca      | 1–1      |
| 2018. március 17.   | América – Toluca      | 1–2      |
| 2018. március 17.   | Guadalajara – Tigres  | 0–0      |
| 2018. március 18.   | Veracruz – Atlas      | 3–1      |

##### 13. forduló
| Dátum (mexikói idő) | Mérkőzés              | Eredmény |
| ------------------- | --------------------- | -------- |
| 2018. március 30.   | Morelia – Guadalajara | 1–2      |
| 2018. március 30.   | Atlas – Santos        | 3–2      |
| 2018. március 31.   | Lobos – Toluca        | 1–2      |
| 2018. március 31.   | Querétaro – Puebla    | 2–1      |
| 2018. március 31.   | Tigres – León         | 4–1      |
| 2018. március 31.   | Pachuca – Monterrey   | 1–2      |
| 2018. március 31.   | América – Cruz Azul   | 2–1      |
| 2018. április 1.    | Pumas – Necaxa        | 1–1      |
| 2018. április 1.    | Veracruz – Tijuana    | 1–0      |

##### 14. forduló
| Dátum (mexikói idő) | Mérkőzés               | Eredmény |
| ------------------- | ---------------------- | -------- |
| 2018. április 6.    | Puebla – Pachuca       | 2–6      |
| 2018. április 6.    | Tijuana – Atlas        | 2–2      |
| 2018. április 7.    | Cruz Azul – Lobos      | 1–0      |
| 2018. április 7.    | Monterrey – Pumas      | 2–1      |
| 2018. április 7.    | León – Morelia         | 2–3      |
| 2018. április 7.    | Necaxa – América       | 1–1      |
| 2018. április 7.    | Guadalajara – Veracruz | 0–1      |
| 2018. április 8.    | Toluca – Tigres        | 1–0      |
| 2018. április 8.    | Santos – Querétaro     | 3–0      |

##### 15. forduló
| Dátum (mexikói idő) | Mérkőzés              | Eredmény |
| ------------------- | --------------------- | -------- |
| 2018. április 13.   | Atlas – Querétaro     | 1–0      |
| 2018. április 13.   | Tijuana – Guadalajara | 3–0      |
| 2018. április 14.   | Lobos – Necaxa        | 0–1      |
| 2018. április 14.   | Tigres – Cruz Azul    | 2–2      |
| 2018. április 14.   | Pachuca – Santos      | 3–1      |
| 2018. április 14.   | Morelia – Toluca      | 0–1      |
| 2018. április 14.   | América – Monterrey   | 0–0      |
| 2018. április 15.   | Pumas – Puebla        | 4–2      |
| 2018. április 15.   | Veracruz – León       | 1–2      |

##### 16. forduló
| Dátum (mexikói idő) | Mérkőzés            | Eredmény |
| ------------------- | ------------------- | -------- |
| 2018. április 20.   | Puebla – América    | 3–1      |
| 2018. április 20.   | Atlas – Guadalajara | 1–0      |
| 2018. április 21.   | Cruz Azul – Morelia | 2–0      |
| 2018. április 21.   | Querétaro – Pachuca | 0–0      |
| 2018. április 21.   | Monterrey – Lobos   | 4–0      |
| 2018. április 21.   | León – Tijuana      | 1–1      |
| 2018. április 21.   | Necaxa – Tigres     | 1–1      |
| 2018. április 22.   | Toluca – Veracruz   | 3–0      |
| 2018. április 22.   | Santos – Pumas      | 1–2      |

##### 17. forduló
| Dátum (mexikói idő) | Mérkőzés             | Eredmény |
| ------------------- | -------------------- | -------- |
| 2018. április 27.   | Morelia – Necaxa     | 2–2      |
| 2018. április 27.   | Tijuana – Toluca     | 1–0      |
| 2018. április 28.   | Lobos – Puebla       | 0–1      |
| 2018. április 28.   | Tigres – Monterrey   | 2–2      |
| 2018. április 28.   | Pachuca – Atlas      | 0–0      |
| 2018. április 28.   | América – Santos     | 1–0      |
| 2018. április 28.   | Guadalajara – León   | 0–2      |
| 2018. április 29.   | Pumas – Querétaro    | 1–1      |
| 2018. április 29.   | Veracruz – Cruz Azul | 1–2      |

#### Kereszttábla
| Hazai \ Vendég1 | AMÉ | ATL | CRZ | GUA | LEÓ | LOB | MTY | MOR | NEC | PAC | PUE | PUM | QUE | SAN | TIG | TIJ | TOL | VER |
| América         |     | 1–0 | 2–1 |     | 2–0 | 5–1 | 0–0 | 4–1 |     | 2–2 |     |     |     | 1–0 |     | 0–0 | 1–2 |     |
| Atlas           |     |     | 2–1 | 1–0 | 1–2 |     | 0–1 |     | 1–1 |     | 1–0 |     | 1–0 | 3–2 |     |     | 1–3 |     |
| Cruz Azul       |     |     |     |     | 0–0 | 1–0 |     | 2–0 | 0–2 | 5–0 | 1–1 | 1–1 | 0–1 |     |     | 0–0 |     |     |
| Guadalajara     | 1–1 |     | 1–3 |     | 0–2 |     | 1–2 |     |     | 1–1 |     |     |     | 0–2 | 0–0 |     |     | 0–1 |
| León            |     |     |     |     |     | 2–2 |     | 2–3 | 0–4 |     | 2–1 | 3–0 | 1–1 |     |     | 1–1 | 3–1 |     |
| Lobos           |     | 3–1 |     | 0–1 |     |     |     |     | 0–1 |     | 0–1 | 1–1 | 0–2 |     | 0–0 |     | 1–2 | 5–0 |
| Monterrey       |     |     | 2–2 |     | 5–1 | 4–0 |     | 1–1 |     |     | 1–3 | 2–1 | 3–1 |     |     | 0–0 |     |     |
| Morelia         |     | 2–1 |     | 1–2 |     | 2–1 |     |     | 2–2 |     | 1–0 | 1–2 | 1–0 |     |     |     | 0–1 | 2–0 |
| Necaxa          | 1–1 |     |     | 1–3 |     |     | 3–0 |     |     | 1–1 |     |     |     | 1–2 | 1–1 |     | 0–0 | 0–0 |
| Pachuca         |     | 0–0 |     |     | 2–1 | 3–1 | 1–2 | 2–3 |     |     |     | 2–3 |     | 3–1 |     | 2–0 |     |     |
| Puebla          | 3–1 |     |     | 2–0 |     |     |     |     | 1–1 | 2–6 |     |     |     | 0–1 | 2–1 |     | 2–0 | 2–0 |
| Pumas           | 0–0 | 3–1 |     | 1–1 |     |     |     |     | 1–1 |     | 4–2 |     | 1–1 |     | 2–0 |     | 0–1 | 1–2 |
| Querétaro       | 0–1 |     |     | 2–2 |     |     |     |     | 1–1 | 0–0 | 2–1 |     |     |     | 0–0 |     | 0–2 | 0–1 |
| Santos          |     |     | 2–0 |     | 5–1 | 4–2 | 3–2 | 1–0 |     |     |     | 1–2 | 3–0 |     |     | 0–0 |     |     |
| Tigres          | 1–1 | 2–0 | 2–2 |     | 4–1 |     | 2–2 | 2–1 |     | 3–2 |     |     |     | 2–1 |     | 1–0 |     |     |
| Tijuana         |     | 2–2 |     | 3–0 |     | 3–1 |     | 1–1 | 1–0 |     | 2–0 | 4–1 | 0–2 |     |     |     | 1–0 |     |
| Toluca          |     |     | 1–1 | 1–1 |     |     | 2–1 |     |     | 2–1 |     |     |     | 2–0 | 1–0 |     |     | 3–0 |
| Veracruz        | 1–1 | 3–1 | 1–2 |     | 1–2 |     | 0–2 |     |     | 0–1 |     |     |     | 1–1 | 0–2 | 1–0 |     |     |

Utolsó felvett mérkőzés dátuma: 2018. április 30. 
Forrás: A bajnokság hivatalos honlapja 
1A hazai csapatok a bal oldali oszlopban szerepelnek.
Színek: Zöld = hazai győzelem; Sárga = döntetlen; Piros = vendéggyőzelem.
 

## Góllövőlista
Az alábbi lista a legalább 4 gólt szerző játékosokat tartalmazza.
- 16 gólos:
  -  Djaniny (Santos)
- 12 gólos:
  -  Nicolás Castillo (Pumas)
- 10 gólos:
  -  André-Pierre Gignac (Tigres)
- 9 gólos:
  -  Mauro Boselli (León)
  -  Raúl Ruidíaz (Morelia)
  -  Carlos González Espínola (Necaxa)
  -  Lucas Cavallini (Puebla)
  -  Julio César Furch (Santos)
  -  Fernando Uribe (Toluca)
- 8 gólos:
  -  Mateus Uribe (América)
  -  Milton Caraglio (Atlas)
  -  Julián Andrés Quiñones (Lobos)
- 7 gólos:
  -  Honda Keiszuke (Pachuca)
  -  Sebastián Palacios (Pachuca)
- 6 gólos:
  -  Arturo González (Monterrey)
  -  Jonathan Rodríguez (Santos)
  -  Juan Martín Lucero (Tijuana)
  -  Miller Bolaños (Tijuana)
  -  Luis Quiñones (Toluca)
- 5 gólos:
  -  Cecilio Domínguez (América)
  -  Henry Martín (América)
  -  Jérémy Ménez (América)
  -  Rogelio Funes Mori (Monterrey)
  -  Dorlan Pabón (Monterrey)
  -  Matías Alustiza (Pumas)
  -  Edson Puch (Querétaro)
- 4 gólos:
  -  Felipe Mora (Cruz Azul)
  -  Alan Pulido (Guadalajara)
  -  Elías Hernández (León)
  -  Avilés Hurtado (Monterrey)
  -  Nicolás Gabriel Sánchez (Monterrey)
  -  Víctor Dávila (Necaxa)
  -  Erick Gutiérrez (Pachuca)
  -  Ángelo Sagal (Pachuca)
  -  Jesús Gallardo (Pumas)
  -  Pablo Barrientos (Toluca)

## Sportszerűségi táblázat
A következő táblázat a csapatok játékosai által az alapszakasz során kapott lapokat tartalmazza. Egy kiállítást nem érő sárga lapért 1, egy kiállításért 3 pont jár. A csapatok növekvő pontsorrendben szerepelnek, így az első helyezett a legsportszerűbb közülük. Ha több csapat pontszáma, gólkülönbsége, összes és idegenben rúgott góljainak száma és a klubok együtthatója is egyenlő, egymás elleni eredményük pedig döntetlen, akkor helyezésüket a sportszerűségi táblázat alapján döntik el.
| Csapat           | Sárga lap | sárga lap · 2. sárga lap · kiállítva | kiállítva | Pontszám |
| ---------------- | --------- | ------------------------------------ | --------- | -------- |
| CD Guadalajara   | 31        | 0                                    | 0         | 31       |
| Puebla           | 27        | 0                                    | 3         | 36       |
| Santos Laguna    | 29        | 0                                    | 3         | 38       |
| Tigres           | 32        | 0                                    | 3         | 41       |
| Pachuca          | 33        | 0                                    | 3         | 42       |
| Atlas            | 34        | 0                                    | 3         | 43       |
| Querétaro        | 36        | 0                                    | 3         | 45       |
| Monterrey        | 36        | 0                                    | 3         | 45       |
| Veracruz         | 43        | 0                                    | 1         | 46       |
| Necaxa           | 32        | 0                                    | 5         | 47       |
| León             | 42        | 0                                    | 2         | 48       |
| Monarcas Morelia | 36        | 0                                    | 4         | 48       |
| Pumas            | 35        | 0                                    | 5         | 50       |
| América          | 41        | 0                                    | 4         | 53       |
| Cruz Azul        | 45        | 0                                    | 4         | 57       |
| Toluca           | 47        | 0                                    | 4         | 59       |
| Lobos de la BUAP | 49        | 0                                    | 4         | 61       |
| Tijuana          | 54        | 0                                    | 4         | 66       |